# Jorge Aubel
Jorge (Georg) Aubel Bückle (Osorno, 23 de agosto de 1868 - Osorno, 13 de febrero de 1922) fue un empresario chileno.

## Historia
Hijo de Conrad Aubel Albrecht y de Marie Bückle Hoessler, alemanes llegados al sur de Chile en la segunda mitad del siglo XIX. Aubel estudió en el Instituto Alemán de Osorno para luego dedicarse a numerosas actividades agrícolas e industriales, siendo las más importantes la creación de la primera compañía productora de electricidad de Osorno en sociedad con otros coterráneos y  la creación, en 1892, de la Cervecería Aubel. Esta última  se consolidó como una importante industria, dando trabajo a decenas de osorninos y logrando imponer productos locales a nivel nacional e internacional.
También fue un importante personaje en el ámbito público y social. Fue concejal de Osorno entre 1901 y 1908, participó activamente dentro del Deutscher Verein (Asociación alemana de Osorno), así como numerosas otras actividades de la ciudad.
En 1913 viajó a Alemania con el objetivo de reconstruir su cervecería, que había sido consumida por el fuego en 1912.
Se casó el 24 de octubre de 1899 con Hedwig Elisabeth Wilhelmine Renz Hube. El matrimonio tuvo ocho hijos, entre ellos la madre de Fernando Matthei.
Georg Aubel Bückle murió a los cincuenta y cuatro años en su ciudad natal, siendo reconocido en 2008 como uno de los cien personajes históricos más relevantes para la ciudad.